# Free Talk Live
Free Talk Live ist eine US-amerikanische Call-in-Talkradio-Sendung, die seit dem Jahr 2002 produziert wird. Moderiert wird die Show von den Libertarians Ian Freeman und Mark Edge. Die Sendung wird über das ultrakonservative Genesis Communications Network landesweit syndicated. Die Moderatoren werden 2016 auf Platz 31 der US „Heavy Hundred“ Talkhosts geführt.

## Konzept
Hörer können bei Free Talk Live per Telefon oder Skype anrufen und sich grundsätzlich zu jedem beliebigen Thema äußern. Die beiden Moderatoren kommentieren bzw. debattieren über diesen Äußerungen der Hörer untereinander und mit ihnen. Bei politischen Themen nehmen die Moderatoren einen libertären bzw. anarchokapitalistischen Standpunkt ein.

## Übertragung
Die live übertragene Sendung wird in den USA und Nordamerika durch 161 Radio- und 2 Fernsehsender sowie zweiSatelliten-Kanäle übertragen und ist weltweit als Internetstream im Rahmen verschiedener Dienste verfügbar. Vergangene Sendungen stehen als Podcast im MP3-Format zum Herunterladen zur Verfügung.
Das Studio befindet sich seit 2006 in Keene, New Hampshire, nachdem die Moderatoren im Rahmen des Free State Project von Sarasota, Florida übergesiedelt waren.

## Finanzierung
Free Talk Live finanziert seine Betriebs- und Personalkosten aus Werbeerlösen und Geldspenden der Hörer im Rahmen der Initiative „Advertise, Market, and Promote“ (AMP). Dadurch werden rund 3.750 US-Dollar monatlich eingenommen, die ausschließlich für die Bewerbung der Sendung in anderen Medien und ähnliche Zwecke ausgegeben werden.
Free Talk Live ruft auch zu Spenden mittels des Bitcoin-Systems auf.

## Gäste
Im Mittelpunkt von Free Talk Live stehen die Anrufer und deren Themen. Gäste werden daher nur äußerst selten eingeladen. Einige dieser Gäste waren:
- Ron Paul, Politiker und 1988 Präsidentschaftskandidat der Libertarian Party
- Glenn Thomas Jacobs, als „Kane“ bekannter Wrestler
- Doug Stanhope, Komiker
- Aubrey de Grey, Bioinformatiker und theoretischer Biogerontologe
- Cindy Sheehan, Friedensaktivistin
- Michael Badnarik, ebenfalls Politiker der Libertarian Party und als solcher Kandidat für die Präsidentschaftswahl 2004

## Weblink
- Offizielle Internetpräsenz